# Jack Johnson (boksar)
John Arthur »Jack« Johnson, ameriški boksar, 31. marec 1878, Galveston, Teksas, ZDA, † 10. junij 1946, Raleigh, Severna Karolina, ZDA.
5. februarja 1903 je premagal Eda Martina za naslov svetovnega temnopoltega boksarskega prvaka v težki kategoriji. 26. decembra 1908 se je po šestih letih prizadevanj lahko pomeril za svetovnega boksarskega prvaka v težki kategoriji in po sodniški odločitvi premagal Tommyja Burnsa pred 20.000 gledalci v Sydneyju. Leta 1910 se je nekdanji svetovni prvak James J. Jeffries vrnil iz pokoja in izzval Johnsona za naslov prvaka, dvoboj znan kot »Dvoboj stoletja« je potekal 4. junija 1910. Johnson je ostal prvak s tehnično prekinitvijo v petnajsti rundi, razplet dvoboja pa je še zvečer istega večera povzročil proteste po vsej državi. Johnson je še trikrat uspešno ubranil naslov in ga držal do 5. aprila 1915, ko mu ga je odvzel Jess Willard.